# Ofício das erveiras do Ver-o-peso
A erveiras do Ver-o-peso é a denominação popular brasileira dada a uma vendedora de óleos e essências fitoterápicas e purificadoras baseadas no saber-tradicional sobre as ervas da Amazônia. Um ofício muito presente na Região Norte do Brasil, principalmente na feira do Ver-o-Peso na cidade brasileira de Belém (Pará), baseados no saber tradicional dos indígenas; que são econtradas em um espaço específico do mercado, o setor das ervas ou barracas das erveiras, um dos mais tradicionais do mercado. Segundo a antropóloga Dorotéa Lima há evidência da presença das erveiras desde os primeiros dias do mercado (1901).

## Elementos
Os produtos comercializados com base em elementos naturais fitoterápicos e purificadores são: banho de erva, banho de cheiro, garrafada, óleos vegetais e, essências florais.
Dentre esses produtos comercializados pelas erveiras, que conforme a crença popular são: cura para o mal olhado; cura do desemprego; atração de dinheiro, atração de paz espeiritual, até sorte no amor. E recebem uma designação popular conforme a finalidade do cliente:
- Abre caminho;
- Chega-te a mim;
- Vai buscar longe;
- Corre atrás;
- Dinheiro em penca;
- Trevo da sorte.[8]

## Saber tradicional
O saber tradicional é um produto histórico resultado do modo de vida (intelecto coletivo ou intelecto cultural) de uma comunidade tradicional, o relacionamento com a biodiversidade que está inserida. Este saber se reconstrói na transmissão entre as gerações e, possui uma vísivel aplicação prática na sociedade.
O Complexo do Ver-o-Peso, como é conhecido o mercado, é maior feira atacadista e varejista do norte brasileiro. Localizado em Belém, na capital do Estado do Pará, reúne grande parte da biodiversidade amazônica, assim como costumes, práticas e saberes comuns a região. A partir da sua coletânea de dados culturais e históricos, em especial o Setor das Ervas, tradicional seção da feira, nota-se grande influência da qualidade patrimonial acerca da imagem das mulheres feirantes erveiras:  elas agregam valor do patrimônio e bem cultural como formas de destaque para o consumo turístico e de lazer da feira .
Um patrimônio cultural do Pará, as erveiras preservam as crenças populares através de plantas, raízes, ervas e cipós da Amazônia. Garantindo assim o sustento de suas famílias, a simpatia com turistas e, principalmente, a importância de se manter o uso sustentável de recursos naturais.

#### Parceria
Durante o ano de 2022, o aplicativo de relacionamentos tinder lançou em parceria com algumas erveiras do Ver-o-peso o projeto "Desata Match", e durante o tempo que a iniciativa vigorou, o aplicativo oferecia dicas de flerte de alguns artistas e também presenteou seus usuários com essências criadas pelas erveiras do Ver-o-peso. O Kit oferecia três das nove essências criadas pela associação de erveiras do Ver-o-peso especialmente para a iniciativa.